# Інка Ґарсіласо де ла Веґа
Ґарсіласо де ла Вега (ісп. Garcilaso de la Vega, ім'я при народженні Гомес Суарес де Фігероа — Gómez Suárez de Figueroa; 12 квітня 1539, Куско, Перу — 23 квітня 1616, Кордова, Іспанія) — перуанський історик, найвідоміший своїми роботами з історії інків, їх культури та будови суспільства. Багато істориків уважають його роботи за найточніші та найдетальніші з огляду на наявні в нього джерела інформації з цієї теми. Утім, новітні дослідження (зокрема, Марії Ростворовської) демонструють значні неточності у його найславетнішій праці «Достеменні коментарі стосовно походження Інків, що були королями Перу» (1609) та заангажованість автора в «офіційну інкську» версію історії Перу. Через те, що існував відомий іспанський поет Ґарсіласо де ла Вега, та посилаючись на його царське походження, він відомий як «Інка Ґарсіласо де ла Вега» або «Інка Ґарсіласо».